# Rävlanda AIS
Rävlanda AIS (RAIS) är en svensk idrottsförening i Rävlanda som bildades 1920. Rävlanda AIS bedriver fn verksamhet i 4 sektioner. Fotboll, boule, spinning och bridge. Fotboll är den största sektionen i föreningen, där det finns runt nio olika lag i föreningen. Klubbens hemmaplan heter Bråtaredsvallen där det finns två stycken 11-mannaplaner varav en är konstgräs, en 7-mannaplan och en 5-mannaplan. 
Rävlanda AIS har två stycken representationslag, ett damlag som spelar i division 3 och ett herrlag som spelar i division 5. 
Boulesektionen har en egna spelplaner.
Spinningsektionen har en egen spinninglokal.